# Украјински барок
Украјински барок, или козачки барок или мазепски барок, јесте архитектонски стил који је био распрострањен у украјинским територијама у 17. и 18. веку. Стил је био резултат комбинације месне архитектонске традиције и европског барока.

## Историја
Захваљујући утицајима из западне Европе, од касног 16. века, територије савремене Украјине доспеле су под утицај секуларизованог барокног облика уметности и архитектуре, који је још увек био углавном непознат у Москви. Према историчару Серхију Плохију, Петар Могила, митрополит Кијевски од 1633. до 1647. године, био је кључна личност у развоју стила као део његовог настојања да реформише Украјинску православну цркву и прилагоди Цркву изазовима реформације и контрареформације.
Украјински барок је достигао свој врхунац у време козачког хетмана Ивана Мазепе, од 1687. до 1708. године. Козачки барок је оригинална синтеза западноевропских барокних архитектонских облика и украјинске националне барокне архитектонске традиције.

## Стил
Украјински барок се разликује од западноевропског барока по томе што има умеренију орнаментику и једноставније форме, и као такав се сматрао више конструктивистичким. Сачуване су многе грађевине украјинског барока, укључујући неколико зграда у Кијевопечерској лаври и манастиру Видубичи у Кијеву. Историчар Ендру Вилсон је идентификовао Цркву Свих Светих, Саборну цркву Успења у Кијевско-печерској лаври као добре примере стила, заједно са Манастиром Светог Михаила у Кијеву у Чернигову. Екстеријер Саборног храма Свете Софије у Кијеву такође је претрпео значајне измене у барокном стилу. Други пример стила је црква Светог Илије у Суботиву, где је Богдан Хмељницки сахранио свог сина Тимиша 1653. године након његове погибије у бици. Црква је такође приказана на новчаници од 5 гривна.
Најбољи примери барокног сликарства у Украјини су црквене слике у цркви Свете Тројице Кијевопечерске лавре. Брзи развој техника гравирања догодио се током периода украјинског барока. Напред у употреби стила довео је употребене сложеног система симболике, алегорија, хералдичких знакова и раскошне орнаментике. Од 17. века па надаље, у Украјини је дошло и до процвата барокне књижевности, што је заузврат помогло да се поставе темељи руске секуларне књижевности.

## Истакнути архитекти
Рад украјинског барокног вајара Јохан Георг Пинсел, који је био активан средином 18. века у Галицији, био је предмет посебне изложбе у Лувру у Паризу 2012–2013. Пинсел, који је показао јединствену, мајсторску експресивност форме и веома личну карактеризацију драперије, данас је препознат као водећа личност у европској барокној скулптури.
Руски барокни архитекта Бартоломео Растрели, који је најпознатији по пројектовању Зимског дворца у Санкт Петербургу и Катарининог дворца у Царском селу, такође је дао допринос украјинском барокном стилу, пројектујући цркву Светог Андреја и Маријински дворац у Кијеву. Палата се сада користи као званична резиденција председника Украјине. Галицијско-италијански архитекта Бернард Меретини пројектовао је китњасти Саборни храм Светог Ђорђа у Лавову, коју је Украјинска гркокатоличка црква користила као матичну цркву.

## Утицај
Одређене карактеристике украјинског барока утицале су на московски барокни покрет у 17. и 18. веку у Москви. Поједине модерне украјинске црквене грађевине такође су грађене у овом стилу, али то није типично за украјински барок.
Елементе украјинског барокног стила је касније прилагодила украјинско-канадска заједница приликом изградње сопствених цркава у Канади, прилагођених дрвеној црквеној архитектури.

## Галерија
- Саборна црква Светог Ђорђа манастира Видубичи, Кијев, 1696. године
- Покровски Саборни храм Покровског манастира, Харков, 1689.
- Подолска црква Светог Покрова, Кијев, 1766. године
- Катаринина црква, Чернихив, 1715. године
- Црква Петра и Павла манастира Густиња у Черниговској области, 1693. године
- Тројичка црква манастира Густиња у Черниговској области, 1674. године
- Успенски сабор, Кијев
- Црква Свете Тројице, Чернихив
- Кијевопечерска лавра
- Фрагмент декорације звоника Саборне цркве Свете Софије
- Саборна црква Светог Николе, Нижин . То је један од првих барокних архитектонских споменика у Украјини (1653)
- Црква Ивана Богослова, Нижин. 1757, архитекта Иван Грихорович-Барски. Приметан је прелаз из барока у класицизам
- Саборна црква Светог Преображења Господњег, Изијум, 1682.
- Манастир Успења Елетског, Чернихив
- Успенски сабор, Харков
- Палата Кирила Розумовског, пројекат и фасада, Хлухов